# Droga wojewódzka 178
Die Droga wojewódzka 178 (DW 178) ist eine Woiwodschaftsstraße in Polen, die die Stadt Wałcz (Deutsch Krone) und die Stadt Oborniki (Obornik) verbindet. Die Gesamtlänge beträgt 86 Kilometer.
Die Straße führt durch zwei Woiwodschaften: Westpommern, Großpolen und deren drei Kreise: Wałcz (Deutsch Krone), Czarnków (Czarnikau-Schönlanke)  und Oborniki (Obornik).

## Streckenverlauf
Woiwodschaft Westpommern:
Powiat Wałecki (Kreis Deutsch Krone):
- Wałcz (Deutsch Krone) (→ DK 10: Lubieszyn (Neu Linken)/Deutschland – Stettin ↔ Płońsk (Plöhnen) (= ehemalige deutsche Reichsstraße 104 Lübeck ↔ Schneidemühl), DK 22: Kostrzyn nad Odrą (Küstrin)/Deutschland ↔ Grzechotki (Rehfeld)/Russland (= ehemalige deutsche Reichsstraße 1 Aachen – Berlin ↔ Königsberg (Preußen) – Eydtkuhnen), und DW 163: Kołobrzeg (Kolberg) – Białogard (Belgard) – Wałcz (= ehemalige deutsche Reichsstraße 124 im gleichen Verlauf))

X ehemalige Kleinbahnlinie Krzyż Wielkopolski (Kreuz (Ostbahn))–Człopa (Schloppe)–Wałcz (Deutsch Krone) X
- Chwiram (Quiram)
- Gostomia (Arnsfelde) (→ DW 179: Rusinowo (Ruschendorf) – Piła (Schneidemühl) – Pułtusk (1941–45: Ostenburg) (= ehemalige deutsche Reichsstraße 123 Ruschendorf – Schneidemühl))
- Łąki

~ Niekurska Struga (Niekosker Mühlenfließ) ~
Woiwodschaft Großpolen:
Powiat Czarnkowsko-Trzcianecki (Kreis Czarnikau-Schönlanke):
- Niekursko (Niekosken)
- Sarcz (Zaskerhütte)
- Trzcianka (Schönlanke) (→ DW 180: Piła (Schneidemühl) ↔ Kocień Wielki (Groß Kotten))

~ Rudnica (Hammerfließ) ~
- Kuźnica Czarnkowska (Hammer) (→ DW 174: Drezdenko (Driesen) – Krzyż Wielkopolski (Kreuz (Ostbahn)) – Wieleń (Filehne) – Kuźnica Czarnkowska)

~ Noteć (Netze) ~
o ehemalige deutsch-polnische Grenze (1920–1939) o
- Huta (Althütte)
- Przybychowo (Przypkowo)

X ehemalige PKP-Linie 236 Drawski Młyn (Dratzigmühle)–Inowrocław (Hohensalza) X
- Połajewo (Güldenau)
- Sierakówko (Zirkowo)

Powiat Obornicki (Kreis Obornik):
- Ludomy (Ludom)
- Dąbrowka Leśna (Heide Dombrowka)
- Oborniki (Obornik) (→ DK 11: Kołobrzeg (Kolberg) – Koszalin (Köslin) ↔ Posen – Bytom (Beuthen/Oberschlesien) und DW 187: Pniewy (Pinne) – Szamotuły (Samter) ↔ Murowana Goślina (Murowana Goslin))

## Quelle
- Zarządzenie Nr. 74 Generalnego Dyrektora Dróg Krajowych i Autostrad z dnia 2 grudnia 2008 r.